# シーブック・アノー
- 機動戦士ガンダムF91 > 機動戦士ガンダムF91の登場人物 > シーブック・アノー
- 機動戦士クロスボーン・ガンダム > シーブック・アノー

シーブック・アノー（Seabook Arno）は、1991年公開のアニメーション映画『機動戦士ガンダムF91』に登場する架空の人物。同作の主人公である。年齢は17歳。
また、長谷川裕一による漫画『機動戦士クロスボーン・ガンダム』ではキンケドゥ・ナウという偽名を名乗る。

## 人物
新興コロニー群にある「フロンティアIV」に住むフロンティア総合学園工業学科に通う普通の高校生。クロスボーン・バンガードによる襲撃に遭遇し、妹や友人達と共にコロニーからの脱出を計る。近隣にあるコロニー「フロンティアI」に避難し、地球連邦軍の練習艦スペース・アークで整備されていた試作モビルスーツ、ガンダムF91のパイロットとなり、クロスボーン・バンガードと戦うことになる。
母親のモニカ・アノーは地球連邦軍のMS研究機関・サナリィに所属するバイオコンピューターの研究者であり、ガンダムF91の開発に携わっていた。父親のレズリー・アノーは元金属工学の権威だったが、家族の傍にいるために溶接工の仕事をして家族を養っている。妹にリィズ・アノーがいる。仕事人間のモニカは家に帰らず研究に没頭。シーブックとリィズは、家庭を顧みない母親に対してわだかまりを持っているが、リィズが母親から教わっていたあやとりの技がF91起動の鍵となっていた。
性格は真っ直ぐで素直。若さゆえの失敗や脆さを見せることもあり、MS戦による火花を「宇宙を乱す物の怪」と表現するなど、感受性の鋭さを思わせる台詞も随所にあった。優れた素養を持つニュータイプであることは、歴代のガンダムパイロットと変わりなく、人手不足からやむをえず搭乗することになったF91での初陣で、3機のMS撃墜という大きな戦果を挙げる。物語終盤にはガンダムF91の機体性能を限界まで引き出した。監督である富野由悠季はシーブックについて「いい子」、安彦良和は「ふつうの子」と評している。
一方『コミックボンボン』のコミカライズ作品では、MSのコクピットでおにぎりを美味しそうに食べたり、クロスボーン・バンガード軍に対し時代劇のような口調で戦いを挑むなど、非常に食いしん坊でお調子者という映画とはかけ離れた人物像で描かれている。また、セシリーに対する思いも映画よりもさらに色濃く描かれている。
その後の消息については、『F91』の10年後の物語として語られている。空白の10年について作品として語られてはいないが、宇宙世紀0128年のバビロニア・バンガードの事故で、公式にはクラスメイトのセシリー・フェアチャイルド共々死亡したことになっている。
これによりセシリーは、再びベラ・ロナとして宇宙海賊クロスボーン・バンガードを興し、木星帝国の脅威に対し立ち向かう決意を固め、シーブックも共にクロスボーン・ガンダムX1を駆り、木星帝国と戦う。その際、シーブック・アノーは公的に死んだことになっていたことから、彼も「キンケドゥ・ナウ」と名乗ることとなる。

## 劇中での活躍
宇宙世紀0123年3月16日、謎の軍隊であるクロスボーン・バンガードがフロンティアIVを強襲し、そのコロニーに住むシーブックは妹や学友たちと共に戦火に巻き込まれる。シェルターに避難しようとするが使用不能であることがわかると、戦争博物館からガンタンクR-44を持ち出し、それに乗って桟橋へ避難しようとする。途中、セシリーの父、シオ・フェアチャイルドがクロスボーン・バンガードにセシリーを引き渡そうとする場面に遭遇する。それを阻止しようとするが、シオが拳銃で応戦してきたために負傷し、セシリーを連れ去られてしまった。
避難先のフロンティアIに駐留していた地球連邦軍の練習艦、スペース・アークに保護されたシーブックとその仲間たちだったが、練習艦であるがゆえにクルーの練度も低く、クロスボーン・バンガードに対抗するには人出がまるで足りていなかった。まともな戦力として期待できるのは、たまたま搭載されていた最新鋭MS・F91のみという状況だった。友人たちが艦のスタッフの手伝いをする中、母モニカがF91の開発者であることもあり、シーブックはやむをえずF91に搭乗することになる。初陣で敵部隊を撃退してみせたことで、クルーにニュータイプパイロットとして期待された。戦闘を重ねるうちにやや自信過剰となったシーブックは、独断専行でクロスボーン・バンガードに連れ去られたセシリーを助けようとフロンティアIVに潜入。この際に父親のレズリーを死なせてしまう。この増長を叱責されて深く落ち込むがすぐに立ち直り、その後の戦闘中に再会したセシリーを説得し、母親とも和解して、自分とセシリーがニュータイプだとするなら、自分達が道しるべになって、全人類がニュータイプになる道を模索するのもいいのではないか、と発言するなど、精神的な逞しさを見せた。
母親のモニカがF91のバイオコンピューターを設計しただけあり相性が良く、シーブックはごく短期間でF91に順応する。カロッゾ・ロナの乗るMAラフレシアがザムス・ガルから発進し、連邦軍の艦隊を壊滅させる。戦域に向かったF91とビギナ・ギナはラフレシアとの交戦に入る。その戦闘の最中、ビギナ・ギナはラフレシアのテンクラーロッドにより激しく損傷し、捕獲されてしまう。セシリーはカロッゾにより宇宙空間に投げ出され消息不明となるが、それを見たシーブックはF91の限界稼動を引き出す程の操縦技術を発揮。F91の最大稼働モードを起動させ、MEPE(質量を持った残像)によってラフレシアを撹乱する。それはあたかも、複数の機体がラフレシアを攻撃しているとカロッゾに誤認させるほどのものであり、ほぼ単騎でラフレシアの撃破に成功する。シーブックとスペースアークの乗員は直ちにセシリーの捜索に取り掛かる。母モニカの手助けにより、F91に搭載されているサイコミュをセンサーとして活用。感応力を高めてセシリーの存在を感知し、救って見せた。
以降のコスモ・バビロニア建国戦争期の行動、戦果などの詳細については不明である。

## 漫画『クロスボーン・ガンダム』における活躍

### 木星戦役期（『機動戦士クロスボーン・ガンダム』）
宇宙海賊というアウトローの世界を生き抜くワイルドな青年に成長しており、主人公トビア・アロナクスの良き兄貴的存在となる。年齢は28歳。レジスタンスのエースパイロットとして活躍したようであり、歴史の教科書にその名が登場している。
MS戦ではX1の特性を活かした戦法や奇策などを使い、木星帝国や地球連邦の優秀なパイロット達を破っていった。しかし、木星帝国へ寝返ったザビーネ・シャルに敗北して瀕死の重傷を負い（この時にコックピットをビームサーベルで貫かれ、右腕を失った）、大気圏に機体ごと突き落とされるもビームシールドを用いて突入に成功すると、海上を漂流しながらも生還する。その後、失った右腕をエピテーゼ手術で取り戻してパイロットとしても復活を遂げ、ザビーネと決着を付ける。紛争終結後はトビアに機体を譲り渡してベラ・ロナと共に再び本名へ戻り、揃って姿を消す。

### 神の雷計画（『機動戦士クロスボーン・ガンダム 鋼鉄の7人』）
後日談の『機動戦士クロスボーン・ガンダム スカルハート』ではセシリーと結婚して1児の親となり、パン屋を営んでいることが判明する。その後、『機動戦士クロスボーン・ガンダム 鋼鉄の7人』では再建された木星帝国による「神の雷計画」阻止のため、トビアが助力を請おうと訪問に向かったが、パン屋としての評判も上々に第二子を得て平和に暮らす姿を見た彼は、会わずに去る。このため、「神の雷計画」はもとより木星帝国の再来については、事件終結後にマスメディアで報道で初めて知ることになる。続編の『機動戦士クロスボーン・ガンダム ゴースト』では、「なぜ自分が鋼鉄の7人に選ばれなかったのか?」と思っていたが、1年後にトビアが自宅近くまで来ていたことを知り、再び自分を戦場に赴かせないために直前で鋼鉄の7人への誘いを思い留まったのだろうと悟った、という旨を語っている。
長谷川裕一によれば、シーブックを鋼鉄の7人に含める予定もあった。だがイメージのベースである映画『七人の侍』では生き残るのが3人であり、トビアとシーブックで生き残り枠が2人埋まってしまい緊張感がなくなるという事情があったことを語っている。

### ザンスカール戦争（『機動戦士クロスボーン・ガンダム ゴースト』）
ザンスカール戦争時は妻（セシリー）と共に避難地域に身を寄せてはいるが、シーブックはたまに一人で自身のパン屋に戻ってパンを人々のために作っている。48歳。避難地域からパン屋へ移動中、食糧目当ての盗賊から逃げていた際、偶然（実際はカーティスがクロスボーン・ガンダムX-0のナビゲーション・システムに座標を登録しては消すという行為を繰り返した痕跡を発見したため）訪れた主人公フォントに助けられる。その際2人の子供はザンスカール帝国と戦うと言って、リガ・ミリティアに志願したと語っている。その後、フォントのためにパン作りを習いたいと言うベルにパン作りを教える。また、「命」を背負って戦うことに怯えるフォントに助言し、彼にカーティスの正体を伝えた。街を蹂躙するザンスカール帝国軍ベスパに対抗するために再びクロスボーン・ガンダムに搭乗し応戦。推進剤不足と数の差で不利になるが、迷いを振り切り覚悟を決めたフォントの加勢により、ベスパの撃退に成功する。その後、帰ることを決めたフォントに、“シーブックからでは無く、「キンケドゥ・ナウ」から”カーティスにパンを届けるよう頼み、彼を見送った。

## 搭乗機
主な搭乗機
- F91 ガンダムF91

その他
- RGM-89 ジェガン（シミュレーション訓練）
- RXR-44 ガンタンクR-44

漫画『クロスボーン・ガンダム』シリーズ
主な搭乗機
- XM-X1(F97) クロスボーン・ガンダムX1
  - XM-X1(F97) クロスボーン・ガンダムX1 改

その他
- ゾンド・ゲー
- EMS-06 バタラ
- XM-X0(F97) クロスボーン・ガンダムX-0

## 担当声優
- 辻谷耕史 - 劇場アニメ『F91』、ゲーム客演作品（2023年まで）
- 佐藤拓也 - ゲーム『機動戦士ガンダム U.C. ENGAGE』（2024年7月以降）[7]以降のゲーム客演作品

辻谷は、ゲーム『SDガンダム GGENERATION-F』でキンケドゥ・ナゥを演じた際、現場で教えられるまでキンケドゥがシーブックと同一人物だと知らず、「知っていれば、もっと違う読み込み方ができたんじゃないかと思う」と自身の不勉強な点を詫びている。
辻谷は2018年に亡くなったが、以降も過去の収録音声をゲーム作品では使用していた。ゲーム『機動戦士ガンダム U.C. ENGAGE』では、2024年7月の新ストーリーより、新たに佐藤拓也を後任として起用している。以降の関連作品でも新規収録が必要な場合は佐藤が声を担当している。

## 評価
『愛と戦いのロボット 完全保存版』で発表されたアンケート「みんなで選ぶロボットアニメーションベスト100」では、「一番カッコイイヒーローは？」で第62位にランクインした。
2018年に行われた『発表!全ガンダム大投票』のキャラクター部門ではシーブックが第32位にランクインした。
2020年に行われた「全クロスボーンガンダム人気投票」のキャラクター部門ではキンケドゥが第1位、シーブックが第11位にランクインした。